# Chùa Đại Chiêu

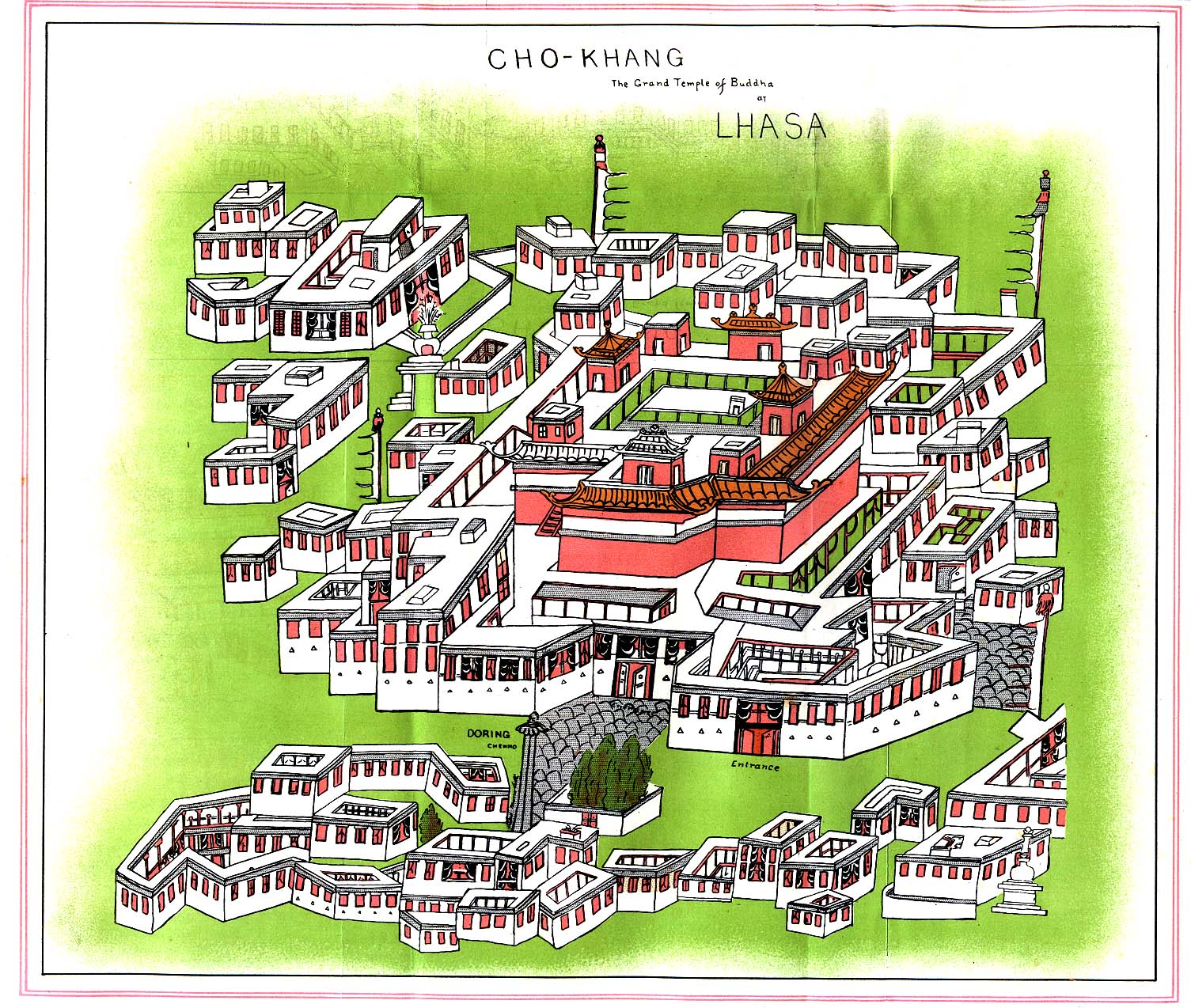
Bản đồ chùa Đại Chiêu

Chùa Đại Chiêu hay Jokhang (chữ Tạng: ཇོ་ཁང།, tiếng Trung: 大昭寺) còn được biết đến với các tên gọi Tu viện Qoikang, Jokang, đền Jokhang, Tu viện Jokhang và Zuglagkang (chữ Tạng: གཙུག་ལག་ཁང༌།; Wylie: gtsug-lag-khang; ZWPY: Zuglagkang hoặc Tsuklakang) là ngôi chùa Phật giáo Mật Tông Tạng truyền nằm tại quảng trường Bát Giác thuộc trung tâm phố cổ Lhasa, thủ phủ của Khu tự trị Tây Tạng, Trung Quốc. Người Tây Tạng coi nó là ngôi đền linh thiêng và quan trọng nhất ở Tây Tạng. Ngôi chùa hiện được cai quản bởi Cách-lỗ phái nhưng họ chấp nhận tất cả các tín đồ của Phật giáo. Chùa này là sự pha trộn của thiết kế một Tịnh xá Ấn Độ với thiết kế Tây Tạng Nepal.
Đối với người Tây Tạng đó là ngôi chùa linh thiêng nhất nước và là nơi diễn ra ngày hội chùa Đại Chiêu lớn nhất của người Tạng. Nó được thành lập bởi vua Tùng Tán Cán Bố vào thế kỷ thứ 7 (năm 647) khi vương triều này hưng thịnh nhất. Theo truyền thống, nó được xây dựng cho hai cô dâu của nhà vua là Công chúa Văn Thành của nhà Đường và công chúa Bhrikuti của Nepal. Cả hai được cho là đã mang những hình ảnh và bức tượng Phật giáo quan trọng từ Trung Quốc và Nepal đến Tây Tạng đặt ở đây, như là một phần của hồi môn của họ. Phần lâu đời nhất của ngôi đền được xây dựng năm 652. Trong 900 năm tiếp theo, ngôi đền đã được mở rộng nhiều lần với lần cuối cùng được thực hiện năm 1610 bởi Đức Đạt Lai Lạt Ma thứ năm. Khi Vua Ngật Lật Song Đề Tán trị từ 755 đến 797, hình ảnh Đức Phật của ngôi chùa đã bị giấu kín. Vào cuối thế kỷ thứ 9 và đầu thế kỷ thứ 10, các chùa Đại Chiêu được cho là đã được sử dụng làm chuồng ngựa. Năm 1049, A Đề Sa, một giáo viên nổi tiếng của Phật giáo từ Bengal đến dạy ở Đại Chiêu.

## Lịch sử

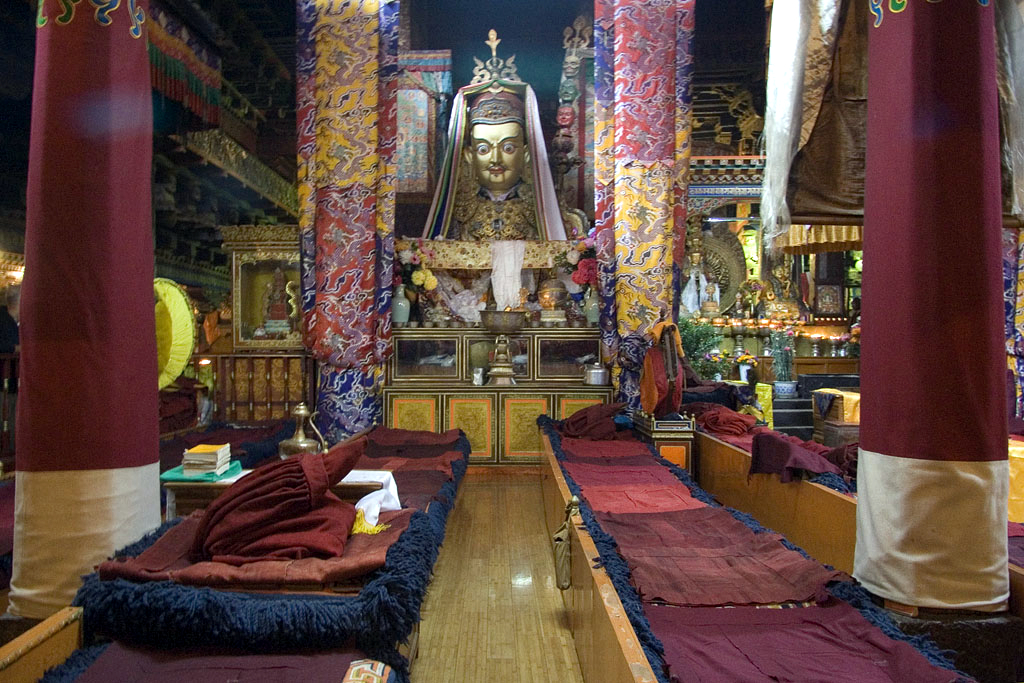
Bên trong chùa Đại Chiêu

Đại Chiêu tự vốn tên Thần Biến tự (The House of Mysteries), xây dựng từ năm Vạn Lợi triều nhà Minh, tức là năm 1579. Chùa chính thức đổi tên thành Đại Chiêu Tự năm 1409 sau sự kiện Tông Khách Ba chiêu tập chúng phái phật giáo Tây Tạng cử hàng Đại Pháp hội tán thán Phật Thích Ca Mâu ni. Lúc bấy giờ, triều nhà Minh ban tên gọi "Chùa Hoằng Từ", cũng gọi là chùa Đại Chiêu.
Tương truyền, năm hoàn thành xây dựng chùa Đại Chiêu, Đức Đạt-lai đời thứ ba của Tây Tạng đã từ Tây Tạng đến Nội Mông để chủ trì Pháp hội khai quang pho tượng Phật bạc, sau đó, Phật sống Đạt-lai đời sau đều đã từng đến chùa Đại Chiêu giảng kinh truyền pháp, chùa Đại Chiêu đã trở thành chùa có sức ảnh hưởng lớn của khu vực Nội Mông, tín đồ bốn phương tấp nập đến hành hương.
Vào thế kỷ 11 - Ngài A Đề Sa (Atisha -阿提沙 982-1054)  cũng từng thuyết Pháp tại chùa. Ngài là một đại sư người Đông Ấn đã góp phần truyền Phật giáo vào Tây Tạng và thuyết về Bồ Đề Tâm sáng lập trường phái Ca Đương gây ảnh hưởng rất lớn cho nền Phật giáo Tây Tạng, nhất là dòng Cách Lỗ của ngài Tông Khách Ba. Chùa nhiều lần bị quân Mông Cổ tấn công nhưng chùa sau nhiều năm vẫn giữ được nhiều nét nguyên vẹn.
Đến thời kỳ nhà Thanh, vua Khang Hy lại ra lệnh tu bổ chùa Đại Chiêu, còn dùng vàng ̣đúc bài vị có 4 chữ "Hoàng Đế Vạn Tuế" đặt trước pho tượng Phật Bạc. Từ đó, chùa Đại Chiêu đã trở thành một ngôi "chùa hoàng gia" và không mời phật sống đến nữa, địa vị tôn giáo và chính trị của chùa ngày càng cao, đã trở thành trung tâm giao lưu văn hóa giữa dân tộc Mông Cổ, Tạng, Hán lúc bấy giờ, phát huy vai trò quan trọng đối với chính trị xã hội, văn hóa Nội Mông, là chùa Phật nổi tiếng nhất ở miền Bắc Trung Quốc.

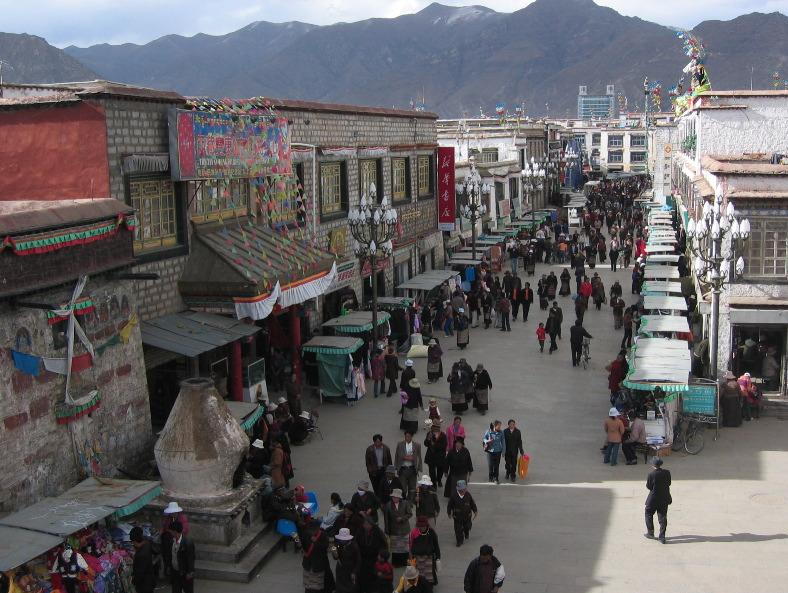
Bát giác nhai - con đường chính dẫn tới chùa Đại Chiêu

## Miêu tả
Chùa thờ tượng Minh Cửu Đa Cát Phật, tức Phật Thích Ca Mâu Ni Bát Tuế Đẳng Thân do công chúa Văn Thành mang theo từ quê nhà khi gả cho vua Tùng Tán Cán Bố. Còn bức tượng do công chúa Xích Tôn-(Nepal) mang theo lúc về làm vợ Tùng Tán Cán Bố đã bị hủy trong thời kỳ cách mạng văn hóa.
Bức tượng này làm hoàn toàn bằng bạc, pho tượng được đúc ở tư thế ngồi, cao gần ba mét, nặng 1,5 tấn nên chùa còn gọi là chùa Phật Bạc và là ngôi chùa Phật Bạc lớn nhất Trung Quốc. Chùa còn thờ Tông Khách Ba, Địa Tạng Vương bồ tát, điện thờ Hộ pháp của phái Cách Lỗ. 
Hai con rồng uốn lượn trên hai cột thông thiên trước pho tượng phật tổ Thích-ca-mâu-ni được làm bằng bột giấy và bùn. Hai con rồng làm bằng đất, bên trong trống rỗng và không hề có một vết rạn nứt nào sau hơn bốn trăm năm thăng trầm lịch sử. 

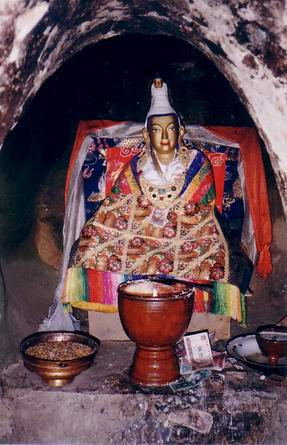
Tùng Tán Cán Bố - người có công xây dựng chùa Đại Chiêu

Kiến trúc của chùa là sự kết hợp của nghệ thuật kiến trúc của Ấn Độ, Nepal và Trung Quốc thời Đường.

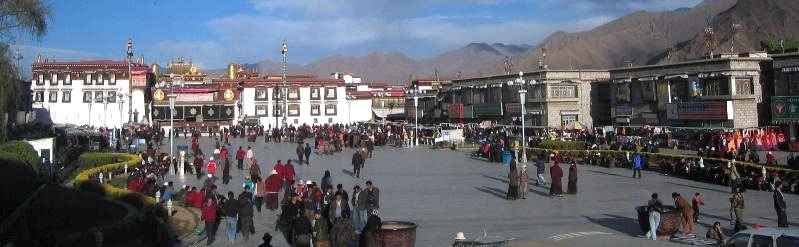
Jokhang Square hay Bát Giác nhai - con đường chính dẫn đến Đại Chiêu.
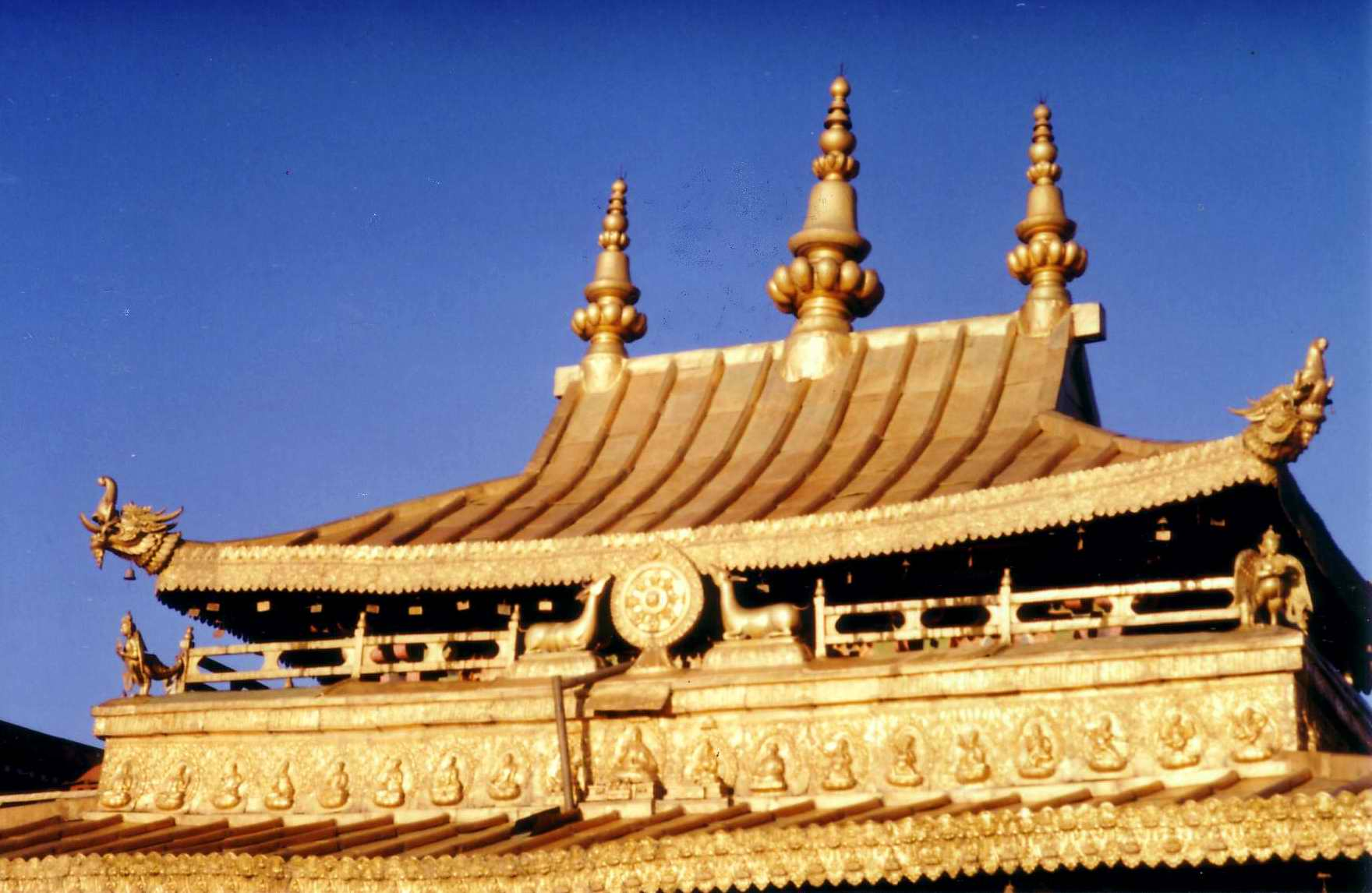
Kiến trúc mái chùa Đại Chiêu
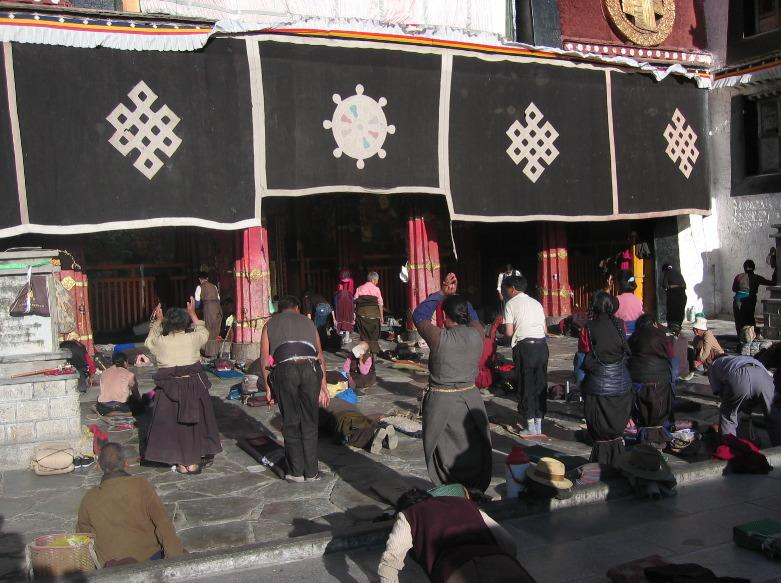
Nghi thức Triều Bái của người Tạng
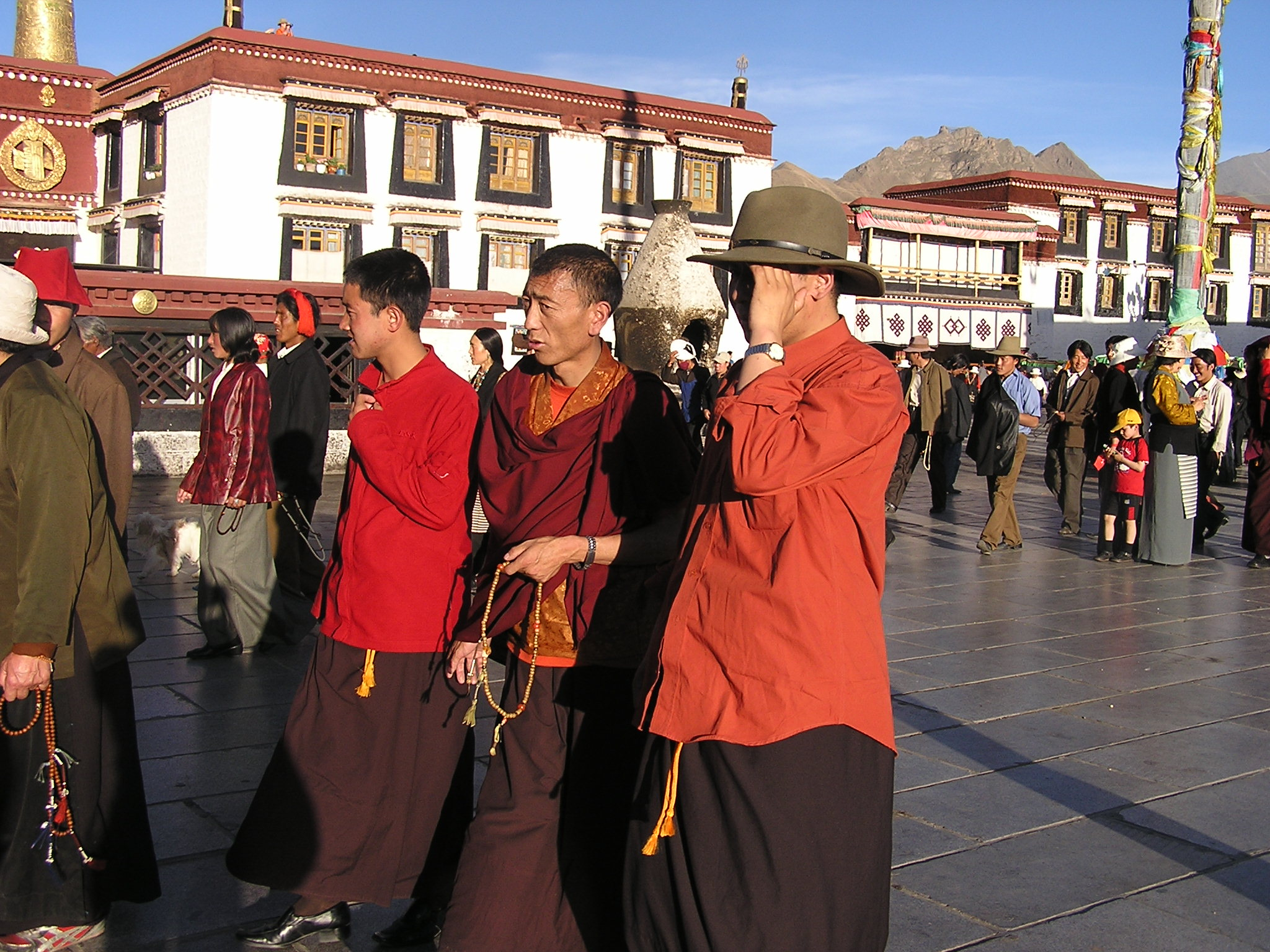
Xung quanh đền Jokhang

## Du lịch
Năm 1978 chùa được trùng tu và tu bổ và đón du khách và khách hành hương chính thức năm 1980. Hiện nay. Chùa Đại Chiêu không những là thánh địa phật giáo, còn là thắng cảnh du lịch nổi tiếng trong và ngoài nước và thu hút đông đảo du khách tham quan. 